# Rallye Dakar 2015

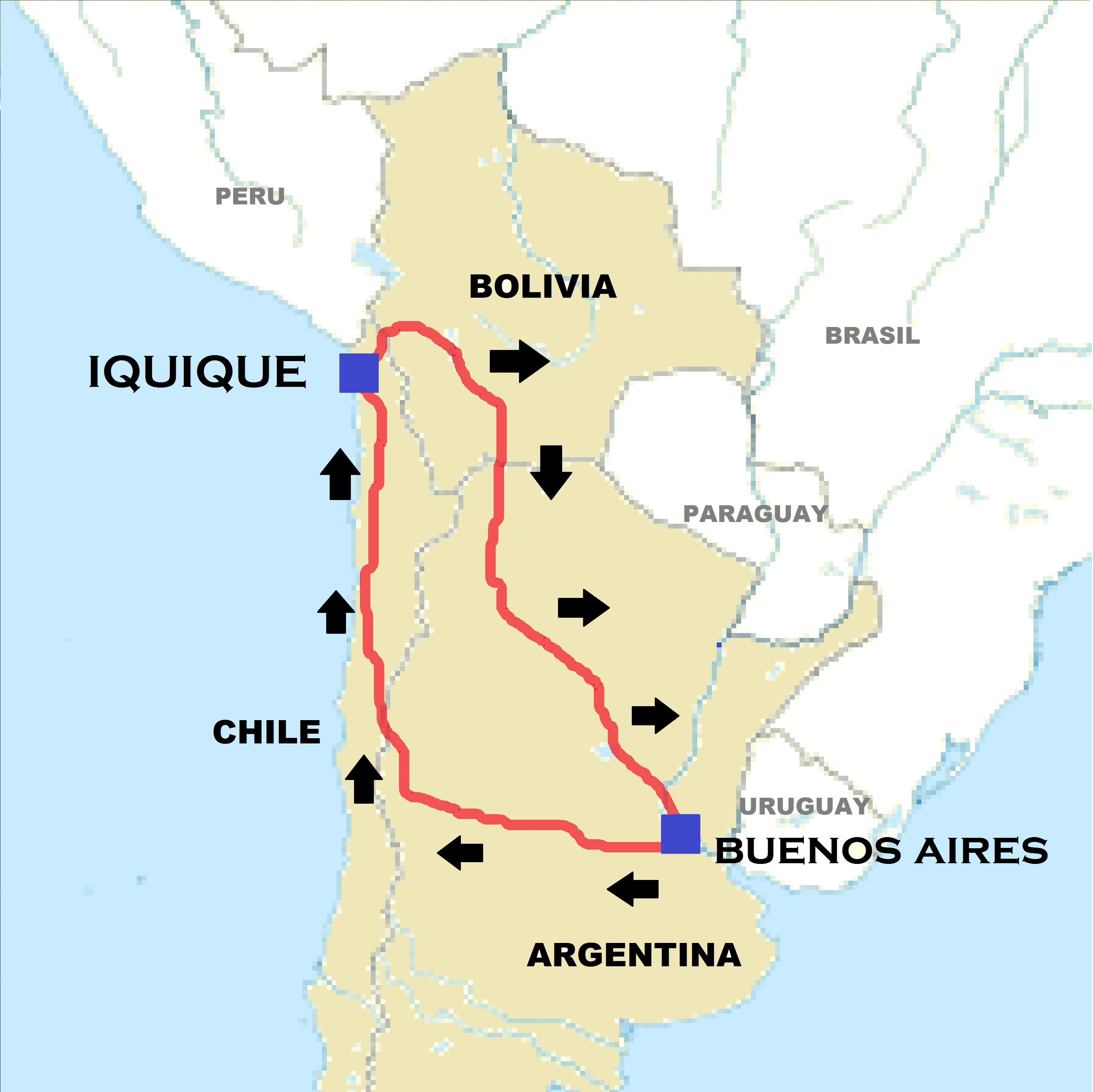
Streckenverlauf der Rally Dakar 2015

Die Rallye Dakar 2015 (Argentina-Bolivia-Chile) war die 37. Austragung der Rallye Dakar und die 36., die tatsächlich ausgefahren wurde. Sie fand zum siebten Mal in Folge in Südamerika statt. Die Rallye begann am 4. Januar 2015 in Buenos Aires, Argentinien und endete nach 13 Etappen am 17. Januar ebendort. In dieser Zeit wurden, je nach Fahrzeugklasse, ca. 8100 bis 9300 Kilometer, davon ca. 3700 bis 4700 Rennkilometer, durch Argentinien, Bolivien und Chile zurückgelegt.

## Teilnehmer
Insgesamt gingen 406 Fahrzeuge an den Start, davon 161 Motorräder, 45 Quads, 137 Autos und 63 Trucks.

### Motorräder
Ein Großteil der Motorradfahrer trat mit Modellen von KTM an. Zu den Fahrern zählten u. a. Sam Sunderland, David Casteu und Ruben Faria. Auch der Vorjahreszweite Jordi Viladoms und -sieger Marc Coma nahmen erneut mit einer KTM teil.
Mit Yamaha und Honda waren auch zwei japanische Hersteller vertreten. Toppilot unter den Hondafahrern war der Spanier Joan Barreda Bort. Auch die Portugiesen Hélder Rodrigues und Paulo Gonçalves gingen ein weiteres Mal an den Start. Unter den Yamahapiloten war vor allem der Vorjahresdritte Olivier Pain zu nennen.

### Quads
Bei den Quads waren, wie im Vorjahr, hauptsächlich Yamahas vertreten. Zu den Favoriten zählten u. a. Rafał Sonik, Sergio Lafuente und der Vorjahressieger Ignacio Casale.

### Autos
Vorjahressieger Nani Roma ging erneut für X-Raid an den Start. Er und seine Teamkollegen (u. a. Orlando Terranova und Krzysztof Hołowczyc) bestritten das Rennen wie im Vorjahr mit einem MINI All4 Racing. Nasser Al-Attiyah, zuletzt Drittplatzierter, trat in einem baugleichen Mini an.
Dakar-Rekordsieger Stéphane Peterhansel wechselte von X-Raid zu Peugeot, die erstmals seit 1990 wieder mit einem Werksteam vertreten waren. Als Fahrer trat neben Peterhansel und Carlos Sainz senior auch der fünfmalige Motorradsieger Cyril Despres an, der sein Auto-Debüt bestritt. Das eingesetzte Fahrzeug, ein Peugeot 2008 DRK, war ein heckgetriebener Buggy mit Dieselmotor, der aufgrund des Reglements einen längeren Federweg haben durfte.
Der Dakar-Sieger von 2009, Giniel de Villiers aus Südafrika mit dem schleswig-holsteinischen Beifahrer Dirk von Zitzewitz, trat erneut mit einem Toyota Hilux an. Dieser wurde stark überarbeitet und besaß nun u. a. mehr Leistung und eine neue Gewichtsverteilung.
Der US-Amerikaner Robby Gordon nahm mit seinem im Vorjahr erstmals eingesetzten „Gordini“, einem umgebauten Hummer H3 teil.
Mit dem Acciona 100% EcoPowered ging zum ersten Mal ein Elektroauto an den Start. Gesteuert wurde das Auto von dem spanischen Dakar-Veteran Albert Bosch Riera und seinem Copiloten Agustín Payá.

### Trucks
Bei den Trucks wurde erneut ein Duell zwischen KAMAZ und Iveco erwartet. Für den russischen Hersteller starteten u. a. der Vorjahressieger Andrei Karginow und der zuletzt drittplatzierte Eduard Nikolajew.
Iveco wurde u. a. von den Niederländern Gerard de Rooy, der Zweitplatzierte von 2014, und Hans Stacey vertreten. Als Fahrzeuge kamen stark modifizierte Strators zum Einsatz. Auch der Spanier Pep Vila Roca nahm mit einem Iveco-Truck teil. Dieser war, anders als die Strators, als Frontlenker gebaut.
Aleš Loprais, 2014 Sechstplatzierter, stieg von Tatra auf MAN um. Das Deutsche Trio Udo Kühn, Philipp Rettig und Philipp Beier trat ebenfalls mit einem MAN an.

## Etappen
Nachdem 2014 bereits die Motorräder und Quads erstmals ein Etappenziel in Bolivien ansteuerten, fuhren diesmal während der 7. Etappe auch die Autos nach Bolivien. Die Trucks fuhren während dieser Etappe in ein Biwak in der Atacamawüste.
Der Ruhetag fand, nach Fahrzeugklassen getrennt, in Iquique statt. Für die Motorräder und Quads war er am 10., für die Autos und Trucks am 12. Januar.
| Etappe                             | Datum         | Von                 | Nach                | Motorräder / Quads | Motorräder / Quads | Motorräder / Quads | Autos      | Autos   | Autos   | Trucks     | Trucks  | Trucks  |
| Etappe                             | Datum         | Von                 | Nach                | Verbindung         | Wertung            | Gesamt             | Verbindung | Wertung | Gesamt  | Verbindung | Wertung | Gesamt  |
| ---------------------------------- | ------------- | ------------------- | ------------------- | ------------------ | ------------------ | ------------------ | ---------- | ------- | ------- | ---------- | ------- | ------- |
| 1                                  | 04. Januar    | Buenos Aires        | Villa Carlos Paz    | 663                | 175                | 838                | 663        | 170     | 833     | 663        | 175     | 838     |
| 2                                  | 05. Januar    | Villa Carlos Paz    | San Juan            | 107                | 518                | 625                | 107        | 518     | 625     | 315        | 331     | 646     |
| 3                                  | 06. Januar    | San Juan            | Chilecito           | 437                | 220                | 657                | 258        | 284     | 542     | 258        | 284     | 542     |
| 4                                  | 07. Januar    | Chilecito           | Copiapó             | 594                | 315                | 909                | 594        | 315     | 909     | 594        | 174     | 768     |
| 5                                  | 08. Januar    | Copiapó             | Antofagasta         | 239                | 458                | 697                | 239        | 458     | 697     | 239        | 458     | 697     |
| 6                                  | 09. Januar    | Antofagasta         | Iquique             | 369                | 319                | 685                | 392        | 255     | 647     | 370        | 255     | 625     |
| 7                                  | 10. Januar    | Iquique             | Uyuni               | Ruhetag            | Ruhetag            | Ruhetag            | 396        | 321     | 717     | 101        | 335     | 436     |
| 7/8                                | 11. Januar    | Iquique / Uyuni     | Uyuni / Iquique     | 396                | 321                | 717                | 024        | 781     | 805     | 000        | 271     | 271     |
| 8                                  | 12. Januar    | Uyuni               | Iquique             | 024                | 781                | 805                | Ruhetag    | Ruhetag | Ruhetag | Ruhetag    | Ruhetag | Ruhetag |
| 9                                  | 13. Januar    | Iquique             | Calama              | 088                | 451                | 539                | 088        | 451     | 539     | 088        | 451     | 539     |
| 10                                 | 14. Januar    | Calama              | Salta               | 520                | 371                | 891                | 501        | 359     | 860     | 501        | 359     | 860     |
| 11                                 | 15. Januar    | Salta               | Termas de Río Hondo | 161                | 351                | 512                | 326        | 194     | 520     | 326        | 194     | 520     |
| 12                                 | 16. Januar    | Termas de Río Hondo | Rosario             | 726                | 298                | 1024               | 726        | 298     | 1024    | 726        | 298     | 1024    |
| 13                                 | 17. Januar    | Rosario             | Buenos Aires        | 219                | 174                | 393                | 219        | 174     | 393     | 219        | 174     | 393     |
| Gesamtstrecke                      | Gesamtstrecke | Gesamtstrecke       | Gesamtstrecke       | 4543               | 4752               | 9295               | 4533       | 4578    | 9111    | 4400       | 3759    | 8159    |
| Alle Angaben in Kilometer, Quelle: |               |                     |                     |                    |                    |                    |            |         |         |            |         |         |

## Etappenergebnisse

### 1. Etappe
Nani Roma, der Vorjahressieger in der Autowertung, musste seinen Mini wegen Problemen mit der Ölpumpe mehrmals abstellen und sich letztlich sogar abschleppen lassen. Die Rennleitung sanktionierte Roma zudem mit einer Strafzeit von einer Stunde, sodass er schon am ersten Tag über sieben Stunden Rückstand auf den führenden Orlando Terranova hatte.
Nasser Al-Attiyah lag in der Autowertung zunächst auf dem ersten Platz. Er erhielt jedoch nachträglich eine Zeitstrafe von zwei Minuten wegen einer Geschwindigkeitsüberschreitung in einem Checkpoint und fiel auf Rang sieben zurück.
| Rang | Motorräder      | Motorräder | Motorräder | Motorräder | Quads           | Quads  | Quads   | Quads   | Autos                                 | Autos  | Autos   | Autos   | Trucks                                             | Trucks | Trucks  | Trucks  |
| Rang | Fahrer          | Marke      | Zeit       | Abstand    | Fahrer          | Marke  | Zeit    | Abstand | Fahrer                                | Marke  | Zeit    | Abstand | Fahrer                                             | Marke  | Zeit    | Abstand |
| ---- | --------------- | ---------- | ---------- | ---------- | --------------- | ------ | ------- | ------- | ------------------------------------- | ------ | ------- | ------- | -------------------------------------------------- | ------ | ------- | ------- |
| 1    | Sam Sunderland  | KTM        | 1:18:57    | –          | Ignacio Casale  | Yamaha | 1:37:08 | –       | Orlando Terranova Bernado Graue       | Mini   | 1:13:12 | –       | Hans Stacey Serge Bruynkens Bernard der Kinderen   | Iveco  | 1:30:43 | –       |
| 2    | Paulo Gonçalves | Honda      | 1:19:02    | + 0:05     | Rafał Sonik     | Yamaha | 1:38:15 | + 1:07  | Robby Gordon Johnny Campbell          | Hummer | 1:13:54 | + 0:42  | Marcel van Vliet Marcel Pronk Artur Klein          | MAN    | 1:31:18 | + 0:35  |
| 3    | Marc Coma       | KTM        | 1:20:09    | + 1:12     | Sergio Lafuente | Yamaha | 1:38:31 | + 1:23  | Giniel de Villiers Dirk von Zitzewitz | Toyota | 1:14:02 | + 0:50  | Aleš Loprais Ferran Marco Alcayna Jan van der Vaet | MAN    | 1:31:30 | + 0:47  |

### 2. Etappe
Wegen überhitzten Bremsen musste Robby Gordon mehrere Male anhalten und verlor vier Stunden auf den Spitzenreiter.
Carlos Sainz senior kollidierte mit dem französischen Motorradfahrer Laurent Moulin. Moulin erlitt dabei einen Beinbruch und schied aus dem Rennen aus.
| Rang | Motorräder        | Motorräder | Motorräder | Motorräder | Quads           | Quads  | Quads   | Quads   | Autos                                 | Autos  | Autos   | Autos   | Trucks                                              | Trucks | Trucks  | Trucks  |
| Rang | Fahrer            | Marke      | Zeit       | Abstand    | Fahrer          | Marke  | Zeit    | Abstand | Fahrer                                | Marke  | Zeit    | Abstand | Fahrer                                              | Marke  | Zeit    | Abstand |
| ---- | ----------------- | ---------- | ---------- | ---------- | --------------- | ------ | ------- | ------- | ------------------------------------- | ------ | ------- | ------- | --------------------------------------------------- | ------ | ------- | ------- |
| 1    | Joan Barreda Bort | Honda      | 5:46:06    | –          | Rafał Sonik     | Yamaha | 6:49:24 | –       | Nasser Al-Attiyah Matthieu Baumel     | Mini   | 5:04:50 | –       | Eduard Nikolajew Jewgeni Jakowlew Ruslan Achmadejew | KAMAZ  | 3:34:01 | –       |
| 2    | Paulo Gonçalves   | Honda      | 5:52:19    | + 6:13     | Ignacio Casale  | Yamaha | 6:52:57 | + 3:33  | Giniel de Villiers Dirk von Zitzewitz | Toyota | 5:13:20 | + 8:30  | Siarhei Viazovich Pavel Haranin Andrei Zhyhulin     | MAZ    | 3:34:47 | + 0:46  |
| 3    | Ruben Faria       | KTM        | 5:55:22    | + 9:16     | Sergio Lafuente | Yamaha | 6:53:28 | + 4:14  | Bernhard ten Brinke Tom Colsoul       | Toyota | 5:14:54 | + 10:04 | Airat Mardejew Aidar Beljajew Dmitri Swistunow      | KAMAZ  | 3:47:50 | + 0:49  |

### 3. Etappe
Ignacio Casale, der Vorjahressieger in der Quadwertung, stieß während der Verbindungsetappe mit einem Auto zusammen, wobei die Radaufhängung an seinem Quad beschädigt wurde. Der Schaden konnte repariert werden, allerdings erhielt Casale wegen zu spätem Eintreffen zur Wertungsprüfung eine Strafzeit von 20 Minuten.
Der polnische Motorradfahrer Michał Hernik kam bei dieser Etappe ums Leben. Als Todesursache wurde eine Dehydration festgestellt. Hernik ist der 66. Todesfall in der Geschichte der Rallye Dakar.
| Rang | Motorräder        | Motorräder | Motorräder | Motorräder | Quads             | Quads  | Quads   | Quads   | Autos                                 | Autos  | Autos   | Autos   | Trucks                                         | Trucks | Trucks  | Trucks  |
| Rang | Fahrer            | Marke      | Zeit       | Abstand    | Fahrer            | Marke  | Zeit    | Abstand | Fahrer                                | Marke  | Zeit    | Abstand | Fahrer                                         | Marke  | Zeit    | Abstand |
| ---- | ----------------- | ---------- | ---------- | ---------- | ----------------- | ------ | ------- | ------- | ------------------------------------- | ------ | ------- | ------- | ---------------------------------------------- | ------ | ------- | ------- |
| 1    | Matthias Walkner  | KTM        | 2:34:28    | –          | Lucas Bonetto     | Honda  | 3:08:27 | –       | Orlando Terranova Bernando Graue      | Mini   | 2:57:28 | –       | Airat Mardejew Aidar Beljajew Dmitri Swistunow | KAMAZ  | 3:19:06 | –       |
| 2    | Marc Coma         | KTM        | 2:35:08    | + 0:40     | Sebastián Halpern | Yamaha | 3:09:25 | + 0:58  | Giniel de Villiers Dirk von Zitzewitz | Toyota | 2:59:22 | + 1:54  | Andrei Karginow Andrei Mokejew Igor Leonow     | KAMAZ  | 3:20:57 | + 1:51  |
| 3    | Joan Barreda Bort | Honda      | 2:36:21    | + 1:53     | Rafał Sonik       | Yamaha | 3:10:41 | + 2:14  | Yazeed Al-Rajhi Timo Gottschalk       | Toyota | 3:00:20 | + 2:52  | Gerard de Rooy Darek Rodewald Jurgen Damen     | Iveco  | 3:23:36 | + 4:30  |

### 4. Etappe
Sam Sunderland, Sieger der ersten Etappe in der Motorradwertung, verletzte sich bei einem Sturz und musste aufgeben.
Wegen Problemen mit dem Sperrdifferential war Gerard de Rooy, 2014 Zweitplatzierter in der Truckwertung, gezwungen seinen Truck anzuhalten. Durch die aufwendige Reparatur verlor er über fünf Stunden.
| Rang | Motorräder        | Motorräder | Motorräder | Motorräder | Quads             | Quads  | Quads   | Quads   | Autos                                 | Autos  | Autos   | Autos   | Trucks                                              | Trucks | Trucks  | Trucks  |
| Rang | Fahrer            | Marke      | Zeit       | Abstand    | Fahrer            | Marke  | Zeit    | Abstand | Fahrer                                | Marke  | Zeit    | Abstand | Fahrer                                              | Marke  | Zeit    | Abstand |
| ---- | ----------------- | ---------- | ---------- | ---------- | ----------------- | ------ | ------- | ------- | ------------------------------------- | ------ | ------- | ------- | --------------------------------------------------- | ------ | ------- | ------- |
| 1    | Joan Barreda Bort | Honda      | 3:27:28    | –          | Rafał Sonik       | Yamaha | 4:11:35 | –       | Nasser Al-Attiyah Matthieu Baumel     | Mini   | 3:09:18 | –       | Eduard Nikolajew Jewgeni Jakowlew Ruslan Achmadejew | KAMAZ  | 2:06:54 | –       |
| 2    | Marc Coma         | KTM        | 3:29:27    | + 1:59     | Ignacio Casale    | Yamaha | 4:15:01 | + 03:26 | Nani Roma Michel Périn                | Mini   | 3:11:58 | + 2:40  | Andrei Karginow Andrei Mokejew Igor Leonow          | KAMAZ  | 2:07:51 | + 0:57  |
| 3    | Pablo Quintanilla | KTM        | 3:30:17    | + 2:49     | Mohammed Abu-Issa | Honda  | 4:24:49 | + 13:14 | Giniel de Villiers Dirk von Zitzewitz | Toyota | 3:12:15 | + 2:57  | Airat Mardejew Aidar Beljajewv Dmitri Swistunow     | KAMAZ  | 2:13:04 | + 6:10  |

### 5. Etappe
Mohammed Abu-Issa, der Viertplatzierte in der Quadwertung, erlitt einen Motorschaden und schied aus dem Rennen aus.
Carlos Sainz senior überschlug sich kurz vor dem Ende der Wertungsetappe mehrfach. Er und sein Beifahrer Lucas Cruz blieben unverletzt, allerdings wurde ihr Auto so schwer beschädigt, dass auch sie die Rallye beenden mussten.
Der italienische Motorradfahrer Matteo Casuccio und der niederländische Quadfahrer Kees Koolen wurden nach der Etappe von der chilenischen Polizei vorläufig festgenommen. Sie waren während der Etappe vom Weg abgekommen und hatten irrtümlich ein unter archäologischem Schutz stehendes Gebiet durchquert. Beide Fahrer wurden nach dem Verhör wieder frei gelassen und können die Rallye fortsetzen.
| Rang | Motorräder        | Motorräder | Motorräder | Motorräder | Quads                     | Quads  | Quads   | Quads   | Autos                                  | Autos  | Autos   | Autos   | Trucks                                              | Trucks | Trucks  | Trucks  |
| Rang | Fahrer            | Marke      | Zeit       | Abstand    | Fahrer                    | Marke  | Zeit    | Abstand | Fahrer                                 | Marke  | Zeit    | Abstand | Fahrer                                              | Marke  | Zeit    | Abstand |
| ---- | ----------------- | ---------- | ---------- | ---------- | ------------------------- | ------ | ------- | ------- | -------------------------------------- | ------ | ------- | ------- | --------------------------------------------------- | ------ | ------- | ------- |
| 1    | Marc Coma         | KTM        | 4:38:16    | –          | Rafał Sonik               | Yamaha | 5:47:46 | –       | Wladimir Wassiljew Konstantin Schilzow | Mini   | 4:19:18 | –       | Eduard Nikolajew Jewgeni Jakowlew Ruslan Achmadejew | KAMAZ  | 4:34:55 | –       |
| 2    | Joan Barreda Bort | Honda      | 4:40:32    | + 2:16     | Ignacio Casale            | Yamaha | 5:58:37 | + 10:51 | Yazeed Al-Rajhi Timo Gottschalk        | Toyota | 4:19:38 | + 0:20  | Airat Mardejew Aidar Beljajew Dmitri Swistunow      | KAMAZ  | 4:44:53 | + 09:58 |
| 3    | Pablo Quintanilla | KTM        | 4:40:56    | + 2:40     | Jeremías González Ferioli | Yamaha | 6:09:27 | + 21:41 | Robby Gordon Johnny Campbell           | Hummer | 4:20:43 | + 1:25  | Siarhei Viazovich Pavel Haranin Andrei Zhyhulin     | MAZ    | 4:50:41 | + 15:46 |

### 6. Etappe
Matthias Walkner musste wegen Problemen mit seinem Tank und der Benzinpumpe mehrmals stehen bleiben. Durch die Reparaturen verlor er viel Zeit und fiel in der Gesamtwertung auf Rang 38 zurück.
Rekordsieger Stéphane Peterhansel lag während der Etappe zunächst auf dem zweiten Platz, verlor jedoch wegen einer gebrochenen Spurstange rund 20 Minuten. Er erreichte das Ziel auf Platz 20.
| Rang | Motorräder       | Motorräder | Motorräder | Motorräder | Quads           | Quads  | Quads   | Quads   | Autos                                 | Autos  | Autos   | Autos   | Trucks                                              | Trucks | Trucks  | Trucks  |
| Rang | Fahrer           | Marke      | Zeit       | Abstand    | Fahrer          | Marke  | Zeit    | Abstand | Fahrer                                | Marke  | Zeit    | Abstand | Fahrer                                              | Marke  | Zeit    | Abstand |
| ---- | ---------------- | ---------- | ---------- | ---------- | --------------- | ------ | ------- | ------- | ------------------------------------- | ------ | ------- | ------- | --------------------------------------------------- | ------ | ------- | ------- |
| 1    | Hélder Rodrigues | Honda      | 3:40:10    | –          | Ignacio Casale  | Yamaha | 4:21:52 | –       | Nasser Al-Attiyah Matthieu Baumel     | Mini   | 2:37:18 | –       | Eduard Nikolajew Jewgeni Jakowlew Ruslan Achmadejew | KAMAZ  | 2:54:28 | –       |
| 2    | Toby Price       | KTM        | 3:41:20    | + 1:10     | Rafał Sonik     | Yamaha | 4:30:07 | + 08:15 | Giniel de Villiers Dirk von Zitzewitz | Toyota | 2:37:55 | + 0:37  | Airat Mardejew Aidar Beljajew Dmitri Swistunow      | KAMAZ  | 3:00:05 | + 05:37 |
| 3    | Paulo Gonçalves  | Honda      | 3:41:52    | + 1:42     | Sergio Lafuente | Yamaha | 4:45:00 | + 23:08 | Nani Roma Michel Périn                | Mini   | 2:38:42 | + 1:24  | Andrei Karginow Andrei Mokejew Igor Leonow          | KAMAZ  | 3:05:08 | + 10:40 |

### 7. Etappe
Die Route führte die Autos teilweise auf bis zu 3.900 Meter über den Meeresspiegel, was bei einigen Fahrern Symptome der Höhenkrankheit auslöste. So musste beispielsweise Spitzenreiter Nasser Al-Attiyah wegen starker Übelkeit mehrere Pausen einlegen und fuhr nur auf Rang sieben.
Joan Barreda Bort, der führende in der Motorradwertung, stürzte auf dieser Etappe, wobei sein Lenkbügel durchbrach. Er erreichte das Ziel auf Platz zehn und behielt die Gesamtführung. Da im Zuge der Marathonetappe eine Unterstützung durch Mechaniker und Serviceteams verboten war, konnte der Schaden nur notdürftig repariert werden. Um trotzdem Konkurrenzfähig zu bleiben, tauschte er seinen Lenkbügel mit dem des argentinischen Hondafahrers Demian Guiral.
| Rang | Motorräder       | Motorräder | Motorräder | Motorräder | Quads                   | Quads  | Quads   | Quads   | Autos                            | Autos  | Autos   | Autos   | Trucks                                             | Trucks | Trucks  | Trucks  |
| Rang | Fahrer           | Marke      | Zeit       | Abstand    | Fahrer                  | Marke  | Zeit    | Abstand | Fahrer                           | Marke  | Zeit    | Abstand | Fahrer                                             | Marke  | Zeit    | Abstand |
| ---- | ---------------- | ---------- | ---------- | ---------- | ----------------------- | ------ | ------- | ------- | -------------------------------- | ------ | ------- | ------- | -------------------------------------------------- | ------ | ------- | ------- |
| 1    | Paulo Gonçalves  | Honda      | 3:56:00    | –          | Nelson Sanabria Galeano | Yamaha | 5:22:12 | –       | Orlando Terranova Bernando Graue | Mini   | 3:31:18 | –       | Aleš Loprais Ferran Marco Alcayna Jan van der Vaet | MAN    | 4:02:54 | –       |
| 2    | Marc Coma        | KTM        | 3:56:14    | + 0:14     | Rafał Sonik             | Yamaha | 5:27:58 | + 05:46 | Yazeed Al-Rajhi Timo Gottschalk  | Toyota | 3:33:38 | + 2:20  | Gerard de Rooy Darek Rodewald Jurgen Damen         | Iveco  | 4:08:33 | + 5:39  |
| 3    | Matthias Walkner | KTM        | 3:56:30    | + 0:30     | Ignacio Casale          | Yamaha | 5:33:49 | + 11:37 | Bernhard ten Brinke Tom Colsoul  | Toyota | 3:33:46 | + 2:28  | Andrei Karginow Andrei Mokejew Igor Leonow         | KAMAZ  | 4:08:43 | + 5:49  |

### 8. Etappe
Wegen starken Regenfällen wurde die Etappe für die Motorräder und Quads um mehr als die Hälfte verkürzt. Der ausgetrocknete Salzsee Salar de Uyuni, der bei dieser Etappe durchquert wurde, stand bis zu einem halben Meter tief unter Wasser. In vielen Motorrädern setzte sich Salz fest, was zu vielen technischen Problemen führte.
Hélder Rodrigues erreichte das Ziel mit rund drei Stunden Rückstand, Spitzenreiter Joan Barreda Bort sogar mit über vier Stunden Rückstand. Letzterer viel im Gesamtklassement auf Rang 24 zurück.
Jordi Viladoms, 2014 Zweitplatzierter in der Motorradwertung, musste wegen technischen Problemen aufgeben.
| Rang | Motorräder          | Motorräder | Motorräder | Motorräder | Quads                     | Quads  | Quads   | Quads   | Autos                             | Autos  | Autos   | Autos   | Trucks                                              | Trucks | Trucks  | Trucks  |
| Rang | Fahrer              | Marke      | Zeit       | Abstand    | Fahrer                    | Marke  | Zeit    | Abstand | Fahrer                            | Marke  | Zeit    | Abstand | Fahrer                                              | Marke  | Zeit    | Abstand |
| ---- | ------------------- | ---------- | ---------- | ---------- | ------------------------- | ------ | ------- | ------- | --------------------------------- | ------ | ------- | ------- | --------------------------------------------------- | ------ | ------- | ------- |
| 1    | Pablo Quintanilla   | KTM        | 2:56:19    | –          | Jeremías González Ferioli | Yamaha | 3:43:35 | –       | Yazeed Al-Rajhi Timo Gottschalk   | Toyota | 3:26:49 | –       | Eduard Nikolajew Jewgeni Jakowlew Ruslan Achmadejew | KAMAZ  | 3:25:47 | –       |
| 2    | Juan Pedrero García | Yamaha     | 2:56:30    | + 0:11     | Ignacio Casale            | Yamaha | 3:51:29 | + 7:54  | Orlando Terranova Bernando Graue  | Mini   | 3:28:01 | + 1:12  | Gerard de Rooy Darek Rodewald Jurgen Damen          | Iveco  | 3:37:03 | + 11:16 |
| 3    | Štefan Svitko       | KTM        | 2:56:31    | + 0:12     | Sergio Lafuente           | Yamaha | 3:54:39 | + 11:04 | Nasser Al-Attiyah Matthieu Baumel | Mini   | 3:29:38 | + 2:36  | Andrei Karginow Andrei Mokejew Igor Leonow          | KAMAZ  | 3:40:45 | + 14:58 |

### 9. Etappe
Giniel de Villiers verfuhr sich ca. 120 Kilometer vor dem Ziel. Sein Beifahrer Dirk von Zitzewitz hatte nach einer vermeintlichen Abkürzung nicht mehr zurück ins Roadbook gefunden. Durch den Navigationsfehler verloren sie rund 15 Minuten und erreichten das Ziel auf Rang vier.
| Rang | Motorräder       | Motorräder | Motorräder | Motorräder | Quads                        | Quads  | Quads   | Quads   | Autos                                  | Autos | Autos   | Autos   | Trucks                                              | Trucks | Trucks  | Trucks  |
| Rang | Fahrer           | Marke      | Zeit       | Abstand    | Fahrer                       | Marke  | Zeit    | Abstand | Fahrer                                 | Marke | Zeit    | Abstand | Fahrer                                              | Marke  | Zeit    | Abstand |
| ---- | ---------------- | ---------- | ---------- | ---------- | ---------------------------- | ------ | ------- | ------- | -------------------------------------- | ----- | ------- | ------- | --------------------------------------------------- | ------ | ------- | ------- |
| 1    | Hélder Rodrigues | Honda      | 5:06:14    | –          | Victor Manuel Gallegos Lozic | Honda  | 6:31:46 | –       | Nani Roma Michel Périn                 | Mini  | 4:41:56 | –       | Airat Mardejew Aidar Beljajew Dmitri Swistunow      | KAMAZ  | 5:19:29 | –       |
| 2    | Paulo Gonçalves  | Honda      | 5:10:05    | + 3:51     | Rafał Sonik                  | Yamaha | 6:47:21 | + 15:35 | Nasser Al-Attiyah Matthieu Baumel      | Mini  | 4:48:23 | + 06:27 | Eduard Nikolajew Jewgeni Jakowlew Ruslan Achmadejew | KAMAZ  | 5:20:58 | + 1:29  |
| 3    | Marc Coma        | KTM        | 5:13:48    | + 7:34     | Sergio Lafuente              | Yamaha | 6:57:15 | + 25:29 | Wladimir Wassiljew Konstantin Schilzow | Mini  | 4:57:48 | + 15:52 | Gerard de Rooy Darek Rodewald Jurgen Damen          | Iveco  | 5:26:34 | + 7:05  |

### 10. Etappe
Nani Roma überschlug sich bei Kilometer 193. Er und sein Beifahrer Michel Périn blieben unverletzt, allerdings wurde ihr Mini so schwer beschädigt, dass sie die Rallye nicht fortsetzen konnten.
Matthias Walkner, zuletzt auf Rang 29, musste das Rennen wegen gesundheitlichen Problemen beenden. Ebenfalls aufgeben mussten die Quadfahrer Ignacio Casale und Sergio Lafuente.
| Rang | Motorräder        | Motorräder | Motorräder | Motorräder | Quads                     | Quads  | Quads   | Quads   | Autos                             | Autos  | Autos   | Autos   | Trucks                                              | Trucks | Trucks  | Trucks  |
| Rang | Fahrer            | Marke      | Zeit       | Abstand    | Fahrer                    | Marke  | Zeit    | Abstand | Fahrer                            | Marke  | Zeit    | Abstand | Fahrer                                              | Marke  | Zeit    | Abstand |
| ---- | ----------------- | ---------- | ---------- | ---------- | ------------------------- | ------ | ------- | ------- | --------------------------------- | ------ | ------- | ------- | --------------------------------------------------- | ------ | ------- | ------- |
| 1    | Joan Barreda Bort | Honda      | 4:07:11    | –          | Nelson Sanabria Galeano   | Yamaha | 4:58:29 | –       | Nasser Al-Attiyah Matthieu Baumel | Mini   | 3:49:59 | –       | Eduard Nikolajew Jewgeni Jakowlew Ruslan Achmadejew | KAMAZ  | 4:18:17 | –       |
| 2    | Marc Coma         | KTM        | 4:08:50    | + 1:39     | Jeremías González Ferioli | Yamaha | 5:01:39 | + 3:10  | Orlando Terranova Bernando Graue  | Mini   | 3:51:34 | + 1:35  | Airat Mardejew Aidar Beljajew Dmitri Swistunow      | KAMAZ  | 4:19:06 | + 0:49  |
| 3    | Ruben Faria       | KTM        | 4:09:08    | + 1:57     | Walter Nosiglia           | Honda  | 5:02:29 | + 4:00  | Yazeed Al-Rajhi Timo Gottschalk   | Toyota | 3:53:38 | + 3:39  | Siarhei Viazovich Pavel Haranin Andrei Zhyhulin     | MAZ    | 4:19:36 | + 1:19  |

### 11. Etappe
Aufgrund eines kaputten Ventils musste Yazeed Al-Rajhi noch auf der ersten Verbindungsettape ins Lager zurückkehren. Da es den Mechanikern nicht gelang, den Schaden zu reparieren, konnte er nicht zur Wertungsprüfung antreten und schied aus.
| Rang | Motorräder  | Motorräder | Motorräder | Motorräder | Quads                   | Quads  | Quads   | Quads   | Autos                                 | Autos  | Autos   | Autos   | Trucks                                              | Trucks | Trucks  | Trucks  |
| Rang | Fahrer      | Marke      | Zeit       | Abstand    | Fahrer                  | Marke  | Zeit    | Abstand | Fahrer                                | Marke  | Zeit    | Abstand | Fahrer                                              | Marke  | Zeit    | Abstand |
| ---- | ----------- | ---------- | ---------- | ---------- | ----------------------- | ------ | ------- | ------- | ------------------------------------- | ------ | ------- | ------- | --------------------------------------------------- | ------ | ------- | ------- |
| 1    | Ivan Jakeš  | KTM        | 3:28:08    | –          | Christophe Declerck     | Yamaha | 3:56:39 | –       | Nasser Al-Attiyah Matthieu Baumel     | Mini   | 1:53:10 | –       | Hans Stacey Serge Bruynkens Bernard der Kinderen    | Iveco  | 2:08:11 | –       |
| 2    | Ruben Faria | KTM        | 3:22:16    | + 0:08     | Nelson Sanabria Galeano | Yamaha | 4:03:14 | + 6:35  | Orlando Terranova Bernando Graue      | Mini   | 1:53:37 | + 0:27  | Gerard de Rooy Darek Rodewald Jurgen Damen          | Iveco  | 2:09:21 | + 1:10  |
| 3    | Toby Price  | KTM        | 3:28:50    | + 0:42     | Walter Nosiglia         | Honda  | 4:03:29 | + 6:50  | Giniel de Villiers Dirk von Zitzewitz | Toyota | 1:53:49 | + 0:39  | Eduard Nikolajew Jewgeni Jakowlew Ruslan Achmadejew | KAMAZ  | 2:10:07 | + 1:56  |

### 12. Etappe
Aleš Loprais lag während der Etappe zunächst auf Rang drei. Kurz vor dem Ende der Wertungsprüfung erlitt er jedoch mehrere Reifenpannen, sodass er im Ziel nur Rang 22 erreichte.
| Rang | Motorräder        | Motorräder | Motorräder | Motorräder | Quads                   | Quads  | Quads   | Quads   | Autos                                  | Autos   | Autos   | Autos   | Trucks                                           | Trucks | Trucks  | Trucks  |
| Rang | Fahrer            | Marke      | Zeit       | Abstand    | Fahrer                  | Marke  | Zeit    | Abstand | Fahrer                                 | Marke   | Zeit    | Abstand | Fahrer                                           | Marke  | Zeit    | Abstand |
| ---- | ----------------- | ---------- | ---------- | ---------- | ----------------------- | ------ | ------- | ------- | -------------------------------------- | ------- | ------- | ------- | ------------------------------------------------ | ------ | ------- | ------- |
| 1    | Toby Price        | KTM        | 3:19:04    | –          | Christophe Declerck     | Yamaha | 3:47:15 | –       | Orlando Terranova Bernando Graue       | Mini    | 3:04:06 | –       | Hans Stacey Serge Bruynkens Bernard der Kinderen | Iveco  | 3:33:39 | –       |
| 2    | Joan Barreda Bort | Honda      | 3:20:59    | + 1:55     | Nelson Sanabria Galeano | Yamaha | 3:54:24 | + 7:09  | Wladimir Wassiljew Konstantin Schilzow | Mini    | 3:04:36 | + 0:30  | Marcel van Vliet Marcel Pronk Artur Klein        | MAN    | 3:33:57 | + 0:18  |
| 3    | Paulo Gonçalves   | Honda      | 3:22:06    | + 3:02     | Walter Nosiglia         | Honda  | 3:56:46 | + 9:31  | Emiliano Spataro Benjamin Lozada       | Renault | 3:05:35 | + 1:29  | Gerard de Rooy Darek Rodewald Jurgen Damen       | Iveco  | 3:34:07 | + 0:28  |

### 13. Etappe
Infolge von starken Regenfällen musste die letzte Etappe verkürzt werden. Für die Motorräder und Quads endete die Wertungsprüfung nach 101 Kilometer, für die Autos und Trucks sogar bereits nach nur 34 Kilometer.
| Rang | Motorräder    | Motorräder | Motorräder | Motorräder | Quads               | Quads  | Quads   | Quads   | Autos                            | Autos   | Autos | Autos   | Trucks                                           | Trucks | Trucks | Trucks  |
| Rang | Fahrer        | Marke      | Zeit       | Abstand    | Fahrer              | Marke  | Zeit    | Abstand | Fahrer                           | Marke   | Zeit  | Abstand | Fahrer                                           | Marke  | Zeit   | Abstand |
| ---- | ------------- | ---------- | ---------- | ---------- | ------------------- | ------ | ------- | ------- | -------------------------------- | ------- | ----- | ------- | ------------------------------------------------ | ------ | ------ | ------- |
| 1    | Ivan Jakeš    | KTM        | 52:06      | –          | Hannes Saaijman     | Yamaha | 1:05:05 | –       | Robby Gordon Johnny Campbell     | Hummer  | 13:16 | –       | Hans Stacey Serge Bruynkens Bernard der Kinderen | Iveco  | 20:31  | –       |
| 2    | Štefan Svitko | KTM        | 52:51      | + 0:45     | Christophe Declerck | Yamaha | 1:05:11 | + 0:06  | Leeroy Poulter Robert Howie      | Toyota  | 13:41 | 0:25    | Marcel van Vliet Marcel Pronk Artur Klein        | MAN    | 21:52  | + 1:21  |
| 3    | Toby Price    | KTM        | 53:13      | + 1:07     | Daniel Domaszewski  | Honda  | 1:05:14 | + 0:09  | Emiliano Spataro Benjamin Lozada | Renault | 13:45 | 0:29    | Airat Mardejew Aidar Beljajew Dmitri Swistunow   | KAMAZ  | 22:54  | + 2:23  |

## Gesamtwertung

### Motorräder
Mit Marc Coma kam es bei den Motorrädern letztlich doch zum Favoritensieg. Lange Zeit entpuppte sich der Honda-Pilot Joan Barreda Bort als schnellster Fahrer, bis die Elektronik seiner Honda bei der Fahrt durch die Salzwüste Salar de Uyuni streikte.
Die Honda erwies sich als sehr schnell und so gewann der japanische Hersteller sieben Etappen. Allerdings hatten alle vier Spitzenfahrer Joan Barreda Bort, Paulo Gonçalves, Hélder Rodrigues und Jeremias Israel Esquerre mehr oder minder schwere technische Probleme, die Barreda und Gonçalves im Kampf um den Gesamtsieg entscheidend zurückwarfen. Für Aufsehen konnte die Spanierin Laia Sanz sorgen, die mit Platz 9 das beste Ergebnis einer Frau in der Motorradklasse in der Dakargeschichte erzielen konnte. Außerdem wurde sie zweitbeste Honda.
Somit holte KTM seinen 14. Gesamtsieg in Folge. Unter den besten 10 im Gesamtklassement waren sieben KTMs. Mit Marc Coma gelang zwar einem erfahrenen Piloten sein fünfter Gesamtsieg, jedoch überzeugten mit Matthias Walkner und Toby Price zwei Debütanten mit je einem Etappensieg, Price wurde sogar Dritter der Gesamtwertung. Auch der Viertplatzierte war mit Pablo Quintanilla ein relativ unerfahrener Fahrer.
Enttäuschend war der Auftritt von Yamaha, die keinen einzigen Etappensieg einfahren konnten und mit Olivier Pain auf Platz 10 nicht in Konkurrenz mit KTM und Honda treten konnten.
| Rang | Fahrer            | Marke  | Zeit     | Abstand   |
| ---- | ----------------- | ------ | -------- | --------- |
| 1    | Marc Coma         | KTM    | 46:03:49 | –         |
| 2    | Paulo Gonçalves   | Honda  | 46:20:42 | + 016:53  |
| 3    | Toby Price        | KTM    | 46:27:03 | + 023:14  |
| 4    | Pablo Quintanilla | KTM    | 46:42:27 | + 038:38  |
| 5    | Štefan Svitko     | KTM    | 46:48:06 | + 044:17  |
| 6    | Ruben Faria       | KTM    | 48:01:39 | + 1:57:50 |
| 7    | David Casteu      | KTM    | 48:04:03 | + 2:00:14 |
| 8    | Ivan Jakeš        | KTM    | 48:22:07 | + 2:18:18 |
| 9    | Laia Sanz         | Honda  | 48:28:10 | + 2:24:21 |
| 10   | Olivier Pain      | Yamaha | 49:12:58 | + 3:09:09 |

### Quads
Mit Rafal Sonik setzte sich bei den Quads einer der drei Favoriten durch. Seine größten Widersacher Ignacio Casale und Sergio Lafuente schieden beide kurz vor Schluss aus, wodurch sich Sonik den Sieg ungefährdet sicherte. Der Drittplatzierte Walter Nosiglia war der erste Bolivianer auf dem Podium der Rallye Dakar. Es erreichten nur 18 von 45 gestarteten Quads das Ziel in Buenos Aires.
| Rang | Fahrer                          | Marke  | Zeit     | Abstand    |
| ---- | ------------------------------- | ------ | -------- | ---------- |
| 1    | Rafał Sonik                     | Yamaha | 57:18:39 | –          |
| 2    | Jeremías González Ferioli       | Yamaha | 60:13:29 | + 02:50:50 |
| 3    | Walter Nosiglia                 | Honda  | 61:01:35 | + 03:42:56 |
| 4    | Nelson Augusto Sanabria Galeano | Yamaha | 61:28:36 | + 04:09:57 |
| 5    | Christophe Declerck             | Yamaha | 63:07:19 | + 05:48:40 |
| 6    | Daniel Domaszewski              | Honda  | 65:54:49 | + 08:36:10 |
| 7    | Sebastián Palma                 | Can-Am | 67:48:53 | + 10:30:14 |
| 8    | Santiago Hansen                 | Honda  | 70:43:09 | + 13:24:30 |
| 9    | Hannes Saaijman                 | Yamaha | 70:47:17 | + 13:28:38 |
| 10   | André Suguita                   | Can-Am | 79:39:53 | + 22:21:14 |

### Autos
Bei den Autos war auch im Jahr 2015 das Mini-Team nicht zu schlagen. Mit Nasser Al-Attiyah setzte sich jedoch ein Kundenfahrer durch, der nicht zum Herstellerteam des Fahrzeugs, X-Raid, gehörte. Krzysztof Hołowczyc war auf Platz 3 bestplatzierter des Teams von Sven Quandt. Nani Roma und Orlando Terranova hatten mit unverschuldeten technischen Problemen und Fahrfehlern keine Chance auf das Podium zu fahren. Vier Mini fuhren unter die ersten fünf, fünf unter die ersten zehn. Man erreichte elf von dreizehn möglichen Etappensiegen.
Als größte Konkurrenz erwiesen sich die Toyota Hilux, die von verschiedenen Teams eingesetzt wurden. Giniel de Villiers erreichte mit seinem ostholsteinischen Navigator Dirk von Zitzewitz den zweiten Platz. Yazeed Al-Rajhi überzeugte als Debütant mit einem Etappensieg; er schied auf Platz 3 liegend durch einen technischen Defekt unverschuldet aus.
Peugeot konnte in seinem Comeback-Jahr die hohen Erwartungen nicht erfüllen. Alle drei Fahrzeuge hatten technische Probleme, zudem blieb keiner der Fahrer fehlerlos. Stéphane Peterhansel erreichte mit Platz 11 das beste Gesamtergebnis.
Robby Gordon gelang mit seinem selbst aufgebauten Gordini Rang 19 in der Gesamtwertung und konnte die letzte Etappe gewinnen. Viele technische Schwierigkeiten sowie einige Navigationsfehler verhinderten jedoch ein besseres Abschneiden.
Mit Carlos Sousa im Mitsubishi und Ronan Chabot im SMG-Buggy erreichten zwei weitere Fabrikate einen Top-10-Platz.
| Rang | Fahrer                                 | Marke      | Zeit     | Abstand   |
| ---- | -------------------------------------- | ---------- | -------- | --------- |
| 1    | Nasser Al-Attiyah Matthieu Baumel      | Mini       | 40:32:25 | –         |
| 2    | Giniel de Villiers Dirk von Zitzewitz  | Toyota     | 41:07:59 | + 035:34  |
| 3    | Krzysztof Hołowczyc Xavier Panseri     | Mini       | 42:04:26 | + 1:32:01 |
| 4    | Erik van Loon Wouter Rosegaar          | Mini       | 43:34:17 | + 3:01:52 |
| 5    | Wladimir Wassiljew Konstantin Schilzow | Mini       | 43:45:06 | + 3:12:41 |
| 6    | Christian Levielle Pascal Maimon       | Toyota     | 43:48:23 | + 3:15:58 |
| 7    | Bernhard ten Brinke Tom Colsoul        | Toyota     | 44:14:27 | + 3:42:02 |
| 8    | Carlos Sousa Paulo Fiúza               | Mitsubishi | 44:17:24 | + 3:44:59 |
| 9    | Aydin Rakhimbaev Anton Nikolajew       | Mini       | 44:41:09 | + 4:08:44 |
| 10   | Ronan Chabot Gilles Pillot             | SMG        | 45:15:01 | + 4:42:36 |

### Trucks
Die KAMAZ waren 2015 nicht zu schlagen. Airat Mardejew gewann nach einem engen teaminternen Kampf die Gesamtwertung und seine erste Dakar. Nach seinen Teamkollegen Andrei Karginow und Eduard Nikolajew konnte somit auch der dritte Werksfahrer seinen Gesamtsieg feiern. Vor allem in offenem Wüstengelände waren die russischen Lkw mit Liebherr-Motor überlegen, auch in Sachen Zuverlässigkeit konnten die ebenfalls teilweise schnellen Iveco nicht mithalten.
Das Team von Gerard de Rooy konnte Hans Stacey auf Platz 6 positionieren, de Rooy selbst wurde nur Neunter.
Bester Nicht-KAMAZ war Aleš Loprais im MAN auf Platz 4.
Mit Tatra und MAZ konnten sich noch zwei weitere Fabrikate in den ersten 10 platzieren.
| Rang | Fahrer                                                     | Marke | Zeit     | Abstand   |
| ---- | ---------------------------------------------------------- | ----- | -------- | --------- |
| 1    | Airat Mardejew Aidar Beljajew Dmitri Swistunow             | KAMAZ | 42:22:01 | –         |
| 2    | Eduard Nikolajew Jewgeni Jakowlew Ruslan Achmadejew        | KAMAZ | 42:35:53 | + 013:52  |
| 3    | Andrei Karginow Andrei Mokejew Igor Leonow                 | KAMAZ | 43:13:01 | + 051:00  |
| 4    | Aleš Loprais Ferran Marco Alcayna Jan van der Vaet         | MAN   | 44:18:38 | + 1:56:37 |
| 5    | Dmitri Sotnikow Igor Dewjatkin Andrei Aferin               | KAMAZ | 44:46:33 | + 2:24:32 |
| 6    | Hans Stacey Serge Bruynkens Bernard der Kinderen           | Iveco | 44:51:30 | + 2:29:29 |
| 7    | Martin Kolomý René Kilián David Kilián                     | Tatra | 46:29:30 | + 4:07:29 |
| 8    | Marcel van Vliet Marcel Pronk Artur Klein                  | MAN   | 46:41:42 | + 4:19:41 |
| 9    | Gerard de Rooy Darek Rodewald Jurgen Damen                 | Iveco | 49:30:42 | + 7:08:41 |
| 10   | Aleksandr Vasilevski Valery Kazlouski Anton Zaparoshchanka | MAZ   | 49:31:00 | + 7:08:59 |